# Wojna birmańsko-syjamska (1775–1776)
Wojna birmańsko-syjamska (1775–1776) – konflikt pomiędzy syjamskim Królestwem Thonburi rządzonym przez króla Taksina a birmańskim Królestwem Ava pod rządami Hsinbyushina z dynastii Konbaung.
Po klęsce w Królestwie Ayutthaya w trakcie wojny z Birmą w latach 1764–1769, król Syjamu Taksin (1734–1782) zreorganizował swoje siły wypierając ostatecznie z terytorium Syjamu birmańskie siły króla Hsinbyushina oraz zajmując ziemie Królestwa Thonburi.
Wkrótce jego uwaga skupiona została na terytorium królestwa Lanna, które od XVII w. było wasalem Królestwa Ava. Mieszkańcy Lanny wykorzystywani byli przez władców Birmy jako siła robocza. Dodatkowo zmuszano ich do zaopatrywania wojsk birmańskich w żywność. Lanna stała się ważną bazą wypadową dla birmańskich ataków na Syjam. Celem Taksina stało się zatem wyparcie Birmańczyków z tych terenów. Armia Taksina wyruszyła w roku 1775 na Chiang Mai. Po drodze dołączyły do niej wojska Królestwa Lanna dowodzone przez Phraye Chabana oraz Chao Kavili z Lampang. Połączone siły przezwyciężając gwałtowny opór Birmańczyków, dotarły do Chiang Mai. Wiosną 1776 roku wojska Hsinbyushina rozpoczęły kontrofensywę, kierując się na Phitsanulok. Atak birmański został odparty a Hsinbyushin zmuszony został do wycofania się z Chiang Mai.
W wyniku konfliktu Lanna została wasalem Syjamu. O sporne tereny stoczono jeszcze kilka konfliktów. Władcy Królestwa Ava nie zrezygnowali z przejęcia kontroli nad tym syjamskim terytorium. W roku 1785 miał miejsce atak Birmańczyków króla Bodawpayi, który zapoczątkował kolejną wojnę z Syjamem (1785–1792).